# 東京都立日比谷高等学校の人物一覧
東京都立日比谷高等学校人物一覧（とうきょうとりつひびやこうとうがっこうじんぶついちらん）は、東京都立日比谷高等学校およびその前身校に関係する主な人物の一覧記事。
※全般的に多数につき各項目・各分野において種々省略。括弧内は卒業年。ただし、中途退学者等は例外あり。Category:東京都立日比谷高等学校出身の人物も参照。

## 学校長・教職員

### 旧学校長・教職員
- 有井進斎（有井範平） - 元漢文嘱託教諭（在 1885年6月 - 1889年5月）、儒学者。
- 石坂康倫 - 第26代前学校長、元都立桜修館中等教育学校校長
- 伊藤篤太郎 - 元英語科・植物学嘱託教諭（在 1888年10月 - ）
- 今泉定助 - 元国語科嘱託教諭（在 1887年 - ）、神道・皇道思想家で、皇典講究所附設補充中学教頭となり、続く補充改め共立中学及び共立改め城北中学（現・戸山高）校長のほか、國學院大學学監、神祇院参与（昭和16年）を歴任した。
- 江木高遠 - 元英語科教諭（在 1878年9月 - ）、変則科がある頃まで鈴木智雄らと共に大学予備門兼任で一中教諭であった。
- 岡倉由三郎 - 元英語科教諭（在 1893年4月 - 1894年10月）
- 岡松甕谷 - 元修身教諭（在 1881年 - 1894年）、当時の代表的儒学者で岡松参太郎は三男、井上匡四郎は四男。
- 勝浦鞆雄 - 第9代学校長（在 1890年 - 1909年）、尋中の基盤整備にあたり、この時期におおよその学校の形が出来上がった。
- 川田正澂 - 第10代学校長（在 1909年 - 1934年）、在任中、いわゆるイートン校・ハーロー校をモデルに掲げた。また、生徒の不祥事でその保証人・山本権兵衛を校内まで呼出した逸話も残っている。前仙台一中校長、旧制7年制府立高校創設者。
- 菊地龍道 - 第13代学校長（在 1945年 - 1955年）、前横浜一中校長、駒場東邦創設者・初代校長。
- 木下航二 - 元社会科教諭、戦後 - 平成（在 1950年 - 1991年）にかけ本校教壇に。「原爆を許すまじ」、「母なる故郷」、「死んだ女の子」等を作曲、本校出身。
- 駒井重格 - 元英語科教諭（在 1878年9月 - ）、専大創立者、高商校長。江木・鈴木と共に、変則科がある頃まで英語を講じていた。
- 小柳篤二 - 元独語科教諭（在 1912年8月 - 1922年4月）、旧制東京高校、早大教授、日出学園長など。ドイツ連邦共和国一等十字勲章受章。
- 佐藤貫一 - 元国語科教諭（在 1944年 - 1949年）。
- 鮫島武之助 - 第3代学校長・元英語科教諭（在 1881年 - 1882年）、東京府吏員、のち内閣書記官長、日銀監事。
- 清水由松 - 元英語科・博物学嘱託教諭（在 1889年 - 1892年）。阿部信行らが教え子。のち麻布中学2代目校長。
- 十一谷義三郎 - 元英語科教諭（在 1923年 - 1924年）、作家。
- 関藤成緒 - 元文学・地理学教諭（在 1878年9月 - 1880年6月）、初代校主（校長）村上珍休の下で幹事も務めた。
- 武内彰 - 第27代学校長、現白梅学園高等学校校長、元都立翔陽高校校長、元都立西高校副校長。
- 棚橋一郎 - 元修身・英語科・歴史嘱託教諭（在 1886年 - ）、一高・東京府中学で教え、東京英語学校（日本中学）設立発起人の一人となり、1889年に郁文館設立。
- 外山正一 - 元講師、東大文学部教授の傍ら東大理学部教授菊池大麓と共に1870年代後半から1880年代前半までの間に一中にて講師を務めた。
- 遠山喜一郎 - 元体操科教諭（在 1939年 - 1942年）、東女体大教授、1936年ベルリンオリンピック体操出場（レニ・リーフェンシュタール記録映画『オリンピア』第二部「美の祭典」）。
- 長沼賢海 - 元歴史科教諭、歴史学者。
- 西村房太郎 - 第11代学校長（在 1932年 - 1941年）、前千葉中学校長、1940年導入の入試制度に反対し、父兄会会長・金光庸夫、父兄会理事・山本五十六らと時の平沼騏一郎内相らを巻込んでの慰留も辞任。1932年の野球統制令における野球統制臨時委員。
- 羽生隆 - 第12代学校長（在 1941年 - 1945年）、イートン校をモデルにした愛知八中初代校長、のち愛知一中、高津中学校長を経て府立一中校長に。宮城女専（のち東北大学に統合）校長。
- 東恩納寛惇 - 元歴史科教諭（在 1919年 - 1929年）、歴史学者。
- 久野猛 - 第23代学校長（在 1993年 - 1998年）、作家。
- 日高秩父 - 元習字講師（在 1879年 - ）、東宮御学問所御用掛、宮中顧問官。長三洲の弟子。
- 福井久蔵 - 元国語科教諭（在 1898年 - 1904年）、日本語（国語）学者、国文学者。
- 増淵恒吉 - 元国語科教諭（在 1949年 - 1957年）、国語教育学者、国文学者[1]。
- 丸山淑人 - 第8代学校長（在 1884年 - 1890年）、前本校教諭。城北中学（現・戸山）創設者の中心の一人。当初は補充中学という名称であり文字通り一中に欠員が出た場合に無試験で補充していた。
- 村上珍休 - 初代学校長（在 1878年9月 - ）。それまで、近代初等教育の発祥とされる東京府小学第一校（1870年<明治3年>6月12日開校）初代大訓導（校長）などを務め、「近代小学校教育の父」とも呼ばれる。
- 森一郎 - 元英語科教諭（在 1955年 - 1968年） 『試験にでる英単語（でる単・しけ単）』の著者。
- 梁田貞 - 元音楽科教諭（在 1912年 - 1949年） 『城ヶ島の雨』（作詞北原白秋）、『どんぐりころころ』等を作曲。合唱祭における賞の一つ『梁田賞』は氏を讃えて制定されたもの。
- 吉武栄之進 - 元理化学教諭（在 1887年 - 1888年）

## 著名な出身者

### 政治

#### 閣僚経験者
- 岡田良平（1882年） - 文相、貴族院議員、1907年京大総長、文部次官（第2次桂内閣）、東洋大学長
- 南次郎（中退） - 陸軍大将、陸相、朝鮮総督、枢密顧問官、貴族院議員 / 極東国際軍事裁判で終身禁錮判決、後釈放 / 成城学校・陸幼へ転校
- 阿部信行 - 陸軍大将、内閣総理大臣・陸相（代理）、朝鮮総督
- 畑俊六 - 元帥陸軍大将、陸相、支那派遣軍総司令官 / 極東国際軍事裁判で終身刑判決、後釈放、偕行社会長
- 馬場鋭一 - 蔵相、貴族院議員、法制局長官、日本勧銀総裁、元大蔵官僚
- 伍堂卓雄 - 商工相・農相・鉄道相、貴族院議院、日本能率協会初代会長、日商第七代会頭
- 井上匡四郎（1892年） - 鉄道相、内閣技術院初代総裁（1942年 - 1944年）、貴族院議員。工学博士、如蘭会長 / 井上毅の養子
- 秦豊助 - 拓務相、政友会幹事長・総務、逓信次官 / 日本中学へ転校
- 村田省蔵 - 逓信相・鉄道相、初代駐フィリピン大使、旧大阪商船（現・商船三井）社長、如水会理事長など
- 児玉秀雄 - 内相・文相・逓信相・国務相・拓務相・内閣書記官長、賞勲局総裁、関東長官、貴族院議員、朝鮮総督府政務総監 / 児玉源太郎の子。佐倉英学校を経て入学
- 塩野季彦 - 司法相・逓信相、大審院検事局次長検事、司法省行刑局長 / 思想検事の大御所
- 下条康麿 - 文部相、内閣統計局長・内閣恩給局長、賞勲局総裁、貴族院議員、のち参議院議員。元内務官僚
- 河田烈 - 蔵相・内閣書記官長、大蔵・拓務次官、貴族院議員。戦後、中華民国平和条約締結全権委員
- 迫水久常 - 内閣書記官長・郵相・経済企画庁長官、参議院議員、元大蔵官僚
- 大橋武夫（1922年） - 法務総裁・労相・運輸相、衆議院議員 / 「吉田学校」の一人
- 古屋亨 - 自治相・国家公安委員長、衆議院議員、総理府総務副長官、初代内閣官房内閣調査室長、元内務・警察官僚
- 大来佐武郎 - 外相（民間登用）、日本ユニセフ協会元会長、元如蘭会長
- 牛場信彦 - 対外経済担当大臣（民間登用）、元駐米大使、元外務事務次官
- 森山欽司 - 運輸相・科学技術庁長官、元外務官僚 / 森山真弓元衆院議員の夫
- 津島雄二（1946年） - 厚相、津島派（旧橋本派）会長 / 元大蔵官僚、太宰治の娘婿
- 愛知和男（1956年） - 防衛庁長官・環境庁長官 / 愛知揆一元外相の娘婿
- 加藤紘一（1958年） - 内閣官房長官・防衛庁長官、元自民党幹事長、元外交官
- 保岡興治（1958年） - 法相、弁護士、元裁判官。
- 町村信孝（1963年） - 外相・文相、衆議院議員、元通産官僚。町村派（旧森派）会長
- 池田行彦（1956年） - 外相・防衛庁長官・総務庁長官、衆議院議員、元大蔵官僚 / 池田勇人の婿
- 大塚雄司 - 建設相、衆議院議員
- 久世公堯 - 金融再生委員長、参議院議員、元自治官僚
- 滝実（1957年） - 法相、衆議院議員、前新党日本副代表、元消防庁長官・自治省税務局長

#### 国会議員
- 樺山資英 - 内閣書記官長、貴族院議員。国際電話株式会社社長。コロンビア大学・イェール大学法博 / 栃木県中学高等中学科へ転校
- 山縣有道 - 公爵、侍従、式部官、貴族院議員 / 山縣有朋の孫
- 鍋島直縄 - 子爵、貴族院議員
- 堀田正恒（鍋島正恒） - 伯爵、貴族院議員、元外務官僚
- 松岡均平 - 男爵、貴族院議員。法学者、東京帝大法科教授、拓大学監
- 赤池濃 - 貴族院議員、警視総監、朝鮮総督府警務局長・土木部長、静岡県知事
- 深尾隆太郎（1895年） - 貴族院議員、第二代日本サッカー協会会長
- 大橋清太郎 - 元衆議院議員
- 入江貫一（1898年） - 貴族院議員、宮内省帝室会計審査局長官
- 大浦兼一（1898年） - 子爵、貴族院議員 / 内相大浦兼武の子
- 周布兼道（1900年） - 男爵、貴族院議員、逗子電燈取締役
- 酒井忠英 - 子爵、貴族院議員。正金銀行 / 敦賀藩主家
- 長岡隆一郎 - 貴族院議員、内務省土木局長・都市計画局長、初代関東局総長、警視総監、満洲国政治顧問、弁護士
- 坂田幹太 - 貴族院議員、愛媛県・香川県知事、元内務官僚
- 中村謙一 - 男爵、貴族院議員、鉄道省建設局長
- 入江為常（1914年） - 子爵、貴族院議員 / 入江相政の兄
- 土岐章 - 子爵、貴族院議員（1928年10月）、齋藤内閣・岡田内閣陸軍政務次官
- 伊達宗彰 - 侯爵、貴族院議員。大蔵省広島財務局長、復金理事 / 宇和島伊達家11代目当主、伊達政宗後裔
- 東郷安 - 男爵、貴族院議員。日本無線社長、横河電機社長
- 林博太郎（林石舟） - 伯爵、貴族院議員。教育学者、女高師教授、満鉄総裁、如蘭会長
- 岩倉具栄（1922年） - 公爵、貴族院議員。英文学者、政治学者。法大教授 / 岩倉具視の曾孫
- 長島隆二 - 元衆議院議員。大蔵省理財局長（心得）、第2次桂内閣総理秘書官 / 桂太郎の娘婿
- 武富済（1897年） - 元衆議院議員、拓務省初代参与官。元検事
- 福島勝太郎 - 元衆議院議員
- 東郷實（1899年） - 元衆議院議員、政友会政調会長（戦前）、自由党総務（戦後）。農学博士
- 曾禰益 - 元衆議院議員、連絡調整中央事務局長官（1948年3月）、内閣官房次長（内閣官房副長官）、元外務官僚
- 中川以良（1918年）- 元参議院仮議長、四国電力元会長・社長
- 宇都宮徳馬 - 元参議院議員、元衆議院議員 / のち東幼へ。宇都宮太郎の子
- 金光義邦（1926年） - 元衆議院議員
- 河村勝 - 元衆議院議員、旧民社党、元鉄道官僚
- 粟山明 - 元衆議院議員、駐日マケドニア共和国名誉総領事
- 大坪健一郎- 元衆議院議員、元労働官僚
- 佐藤剛男（1956年） - 衆議院議員、内閣府副大臣、元通産官僚
- 松崎哲久 - 元衆議院議員、作家
- 小林興起 - 衆議院議員、新党日本代表代行から民主党所属、元通産官僚
- 山崎力（1966年） - 参議院議員
- 黒岩秩子（1958年） - 元参議院議員、旧新党さきがけ

#### 地方首長
- 大野守衛（1897年） - 藤沢町（現・藤沢市）町長、元外交官
- 福島譲二 - 元熊本県知事、元労相、元衆議院議員、元大蔵官僚
- 細郷道一 - 元横浜市市長、元自治事務次官
- 鈴木一郎 - 元大分県中津市市長、元農水官僚
- 井戸敏三（1964年） - 元兵庫県知事、元自治省官房審議官

### 行政

#### 財務省
- 桜井鉄太郎 - 大蔵省主税局長、大蔵次官（心得）、関税局長。台湾銀行頭取、神戸市長
- 神野勝之助 - 大蔵次官。貴族院議員
- 入間野武雄（1909年） - 大蔵省銀行局長。帝銀（三井銀行11代目）頭取、日本専売公社二代目総裁 / 斎藤実の従兄弟
- 佐藤基 - 法制局第一部長、特許標準局長官、都副知事、新潟県知事、公取委員長、会計検査院戦後初代院長、大蔵官僚
- 山住克己（1916年） - 大蔵省理財局長、陸軍司政長官（南方軍付）、日本無尽会社・日本相銀副社長
- 難波経一（1918年） - 軍需省整備局長官・同燃料局長官（1944年6月~）、冀東政府最高顧問（1937年11月）、満州国専売公署（総署）副署長（1933年1月~）。戦後、山陽パルプ会長・社長
- 渡辺武（1925年）- 初代財務官、大蔵省官房長、IMF・世銀各理事。アジ銀初代総裁、日米欧委員会委員長、日本格付研究所初代社長
- 阪田泰二（1926年四修） - 国税庁長官、大蔵省理財局長。日銀理事、旧専売公社総裁
- 北島武雄（1927年） - 国税庁長官。北東公庫総裁、公取委員長、旧専売公社総裁
- 長沼弘毅 - 初代大蔵事務次官。公取委員長、日本コロムビア会長 / シャーロキアンの第一人者
- 竹内道雄 - 大蔵事務次官。資本市場研究会理事長、東証理事長
- 長岡實 - 大蔵事務次官。資本市場研究会理事長、輸銀総裁、東証理事長、JT初代社長。東大漕艇部淡青会長、如蘭会長
- 山口光秀 - 大蔵事務次官。資本市場振興財団理事長、経協総裁、東証理事長
- 吉野良彦 - 大蔵事務次官。開銀総裁、国民金融公庫総裁
- 保田博 - 大蔵事務次官。国際協力銀行総裁 / 広島・呉三津田高校から編入
- 田波耕治 - 大蔵事務次官、内閣官房内閣内政審議室長
- 青山保光（1939年) - 大蔵省印刷局長 (1970-72) 、大阪万博財務部長。コスモ投信会長
- 村井七郎 - 財務参事官、大蔵省国際金融局長。三和銀行副頭取
- 旦弘昌 - 大蔵省国際金融局長。日銀理事、三井銀行顧問
- 松川道哉 - 財務官。日興リサーチセンター理事長
- 徳田博美 - 大蔵省銀行局長。野村総合研究所社長
- 長富祐一郎- 大蔵省関税局長、財政金融研究所長。大平正芳総理補佐官。如蘭会理事長
- 岸田俊輔 - 大蔵省証券局長。広島銀行会長
- 吉田正輝 - 大蔵省銀行局長。日銀理事、旧兵庫銀行社長
- 寺村信行 - 国税庁長官、大蔵省銀行局長・理財局長。中大法学部、帝京大大学院、三重中京大大学院各客員教授
- 中平幸典 - 財務官 / IMFにおいてロシア経済のテイクオフに尽力
- 飯田彬（1958年） - 多数国間投資保証機関長官、大蔵省官房審議官。日大法学部教授
- 坂本導聡 - 経企庁国民生活局長（総合計画局長）・物価局長、大蔵官僚
- 伏屋和彦 - 内閣府内閣官房副長官補、会計検査院長、国税庁長官
- 中島義雄 - 大蔵省主計局次長、総理秘書官。京セラ、船井電機副社長
- 榊原英資 - 財務官、大蔵省国際金融局長、財政金融研究所長。慶大・早大・青学大教授、コメンテーター
- 寺本泉 - 整理回収機構副社長、大蔵省官房審議官
- 西原篤夫 - 造幣局理事長
- 畑中龍太郎（1971年） - 金融庁長官、近畿財務局長

#### 経済産業省
- 山田秀三 - 軍需省化学局長。藍綬褒章
- 美濃部洋次 - 革新官僚、商工省機械局長、企画院部長、満州国国務院総務庁等。日本評論新社社長
- 橋井真（1920年） - 中国国民政府経済顧問、軍需省機械局長、日銀政策委員 / 川島令次郎の子
- 寺尾進 - 貿易局長官、商工省商務局長、帝国石油副総裁
- 山地八郎（1926年） - 資源庁長官、商工官僚
- 楠岡豪（1938年） - 通産省繊維雑貨局長、日本地下石油備蓄社長
- 山本高行 - 初代通産事務次官、安本官房長 / アンポン三羽烏の一人
- 今井善衛（1931年） - 通産事務次官、特許庁長官、日本石油化学社長 / 「官僚たちの夏」の玉木のモデル。今井敬は弟。
- 杉山和男（1945年） - 通産事務次官、新日鉄副社長、電源開発社長等、ジェトロ・国際貿易投資研究所理事長。
- 内田元亨 - 通産省重工業局鋳鍛造品課長(当時の技官トップポスト) / 陰の大物通産技官
- 秋山収 - 内閣法制局長官、通産官僚
- 田辺俊彦 - 中小企業庁次長 / 佐高信著書『官僚たちの志と死』の「通産省の殉職者」の主人公
- 坂本春生 - 札幌通産局長 / 女性通産官僚の草分け・著書「スカートをはいた高級官僚」、元西友・西武百貨店副社長、愛知博事務総長・副会長
- 横堀恵一 - 国際エネルギー機関パリ本部局長、通産省官房審議官、帝京大教授、エネ研所長
- 中田哲雄 - 中小企業庁長官、防衛庁装備局長、同大ビジネス研究科長
- 林康夫 - 中小企業庁長官、通産省通商政策局長、三井物産副社長、日本貿易振興機構理事長
- 根津利三郎 - OECD科学技術産業局長、産研理事、富士通総研専務
- 鹿島幾三郎 - 経企庁物価局長、松下電器取締役、通産官僚
- 関成孝（1980年） - 特許庁審査業務部長、官房参事官(環境担当)
- 岸博幸（1981年） - 内閣官房参与、内閣府経財相・金融相各補佐官、竹中総務相政務秘書官。慶大SFC教授。
- 佐藤孝弘（1994年） - 山形市長、通産官僚

#### 外務省
- 渋沢信一（1916年） - 外務事務次官
- 佐藤正二（1931年） - 外務事務次官、駐中国大使 (1977 - ) / 1978年日中平和友好条約調印の現場事務担当者
- 林貞行（1956年） - 外務事務次官、駐英大使 / 1年時に広島・忠海高校から編入
- 川島裕（1961年） - 外務事務次官、駐英大使、宮内庁式部官長、侍従長
- 野上義二（1961年） - 外務事務次官、駐英大使
- 東郷和彦（1963年） - 外務省欧亜局長 / 東郷茂徳外相の孫。鈴木宗男事件や語学スクール別の人事抗争も絡み更迭
- 原口幸市（1959年） - 外務審議官（経済担当）、ジュネーヴ国際機関大使、拉致問題担当大使、宮内庁式部官長（2007年 - 2009年10月4日途中に急逝）
- 兵藤長雄 - 外務省欧亜局長、駐ベルギー大使、東経大教授
- 松浦晃一郎 - ユネスコ代表部事務局長、外務審議官、駐仏大使 / ニューズウィーク誌「世界で知られる日本人」の一人
- 加瀬俊一（1921年） - 外務省顧問、戦艦ミズーリ降伏調印団一員、国際連合加盟時の国連大使、芝中を経て入学
- 矢野真（1904年） - 駐スペイン大使、仏印タイ国国境画定委日本代表、NHK専務理事・国際局長 / 一高首席、東大銀時計、高文行政科・外交科試験首席。修猷館中を経て入学
- 蜂谷輝雄 - 駐奉天総領事、駐独立ビルマ・INA初代公使、総理秘書官（1948年10月 - 同年11月）
- 北田正元 - 駐ペルー公使、駐アフガニスタン初代公使（1935~）
- 藤山楢一 - 駐英大使、外務省情報文化局長、官房儀典長。NEC顧問
- 長岡春一 - 駐仏大使（1932年 - ）、駐独大使（1926年 - ） / 松岡洋右と共に満州国否認決議に国際連盟議場から退場。外務省条約局長、国際司裁判事
- 阪本瑞男 - 駐スイス公使（1942年8月 -、スイスにて死去（1944年7月））
- 成田勝四郎（1922年） - 駐西ドイツ大使
- 別府節弥（別府清、1920年） - 駐ラオス大使、駐バチカン大使（1962年-）
- 磯野勇三 - 駐ポルトガル・駐レバノン大使
- 須磨未千秋（1935年） -  駐タンザニア、香港総領事、駐マレーシア・駐カナダ大使 / 須磨弥吉郎の子息
- 股野景親 - 公正取引委員会委員、法務省入国管理局長、駐スウェーデン・ベトナム大使
- 法眼健作 - 駐カナダ大使、国際連合事務次長、中近東アフリカ局長
- 渡辺伸 - 駐サウジ大使
- 堀村隆彦 - 駐ブラジル大使、外務省中南米局長
- 谷野作太郎 - 駐中国・駐印大使、内閣官房内閣外政審議室長、早大教授
- 小嶋光昭 - 駐ルクセンブルク大使
- 鈴木一泉 - 駐コロンビア大使
- 井口武夫 - 駐ニュージーランド大使、東海大学教授 / 井口貞夫の子
- 野川保晶 - 駐ニュージーランド大使
- 藤井宏昭 - 駐英大使、国際交流基金理事長、森アーツセンター理事長
- 折田正樹 - 駐英大使、中大法学部教授
- 手島冷志 - 外務審議官（経済担当）、駐伊大使
- 高野紀元 - 外務審議官（政務担当）、駐韓・駐独大使、国際情報局長、北米局長 / 橋本内閣当時、中韓との教科書紛争で矢面に
- 田中信明 - 国連軍縮担当事務次長（国連軍縮局長）、駐パキスタン大使 / 潘基文事務総長就任1ヶ月後に辞職
- 荒木喜代志 - 駐スリランカ大使
- 大嶋英一 - 駐フィジー大使、国連代表部公使

#### 宮内庁
- 藤田尚徳 - 侍従長、海軍次官、海軍大将 / 終戦時の侍従長、「知の迫水、徳の藤田」
- 山本悟 - 侍従長、自治省官房長・行政局長・財政局長、宮内庁次長。内務省・総理庁出身
- 渡辺允 - 侍従長、外務官僚
- 石川岩吉（1892年） - 皇太子傅育官、國學院大学長。國學院卒
- 田島道治 - 宮内庁長官・宮内府長官（昭和23年）、貴族院議員、ソニー会長
- 湯浅利夫 - 宮内庁長官、自治事務次官

#### 総務省
- 荒川大太郎（1911年） - 逓信省工務局長、NHK放送技術研究所所長・技術局長 / 「日本のいちばん長い日」
- 林忠雄（1941年） - 自治事務次官、消防庁長官。自治医科大学理事長
- 足立盛二郎 - 郵政事業庁長官、NTTドコモ副社長

#### 警察庁
- 望月秀一（1952年） - 警察庁官房管理官、佐賀県警本部長等
- 漆間巌（1964年）- 内閣官房副長官（事務担当）、警察庁長官、警察庁次長、警察庁警備局長、警視庁副総監
- 中村正則 - 関東管区警察局長、福岡・岐阜・香川県警本部長、警察庁刑事局暴力団対策部長
- 坂口正芳（1976年） - 警察庁長官、警察庁次長、大阪府警本部長

#### 防衛省
- 軽部弥生一 - 防衛庁衛生局長、厚生官僚
- 村田直昭 - 防衛事務次官 / 生え抜き組2人目の次官
- 秋山昌廣 - 防衛事務次官、大蔵省出身
- 太田述正（1967年） - 仙台防衛施設局長、防衛庁長官官房防衛審議官。評論家
- 金沢博範 - 防衛事務次官

#### 厚生労働省
- 小池欣一（1937年） - 内閣官房副長官（事務担当、第三次佐藤内閣）、厚生官僚、日赤副社長、骨髄移植推進財団理事長
- 道正邦彦 - 内閣官房副長官（事務担当、福田内閣）、労働事務次官
- 松原亘子 - 労働事務次官。女性唯一（初）の次官（現在では村木厚子が2人目）、日比谷高同窓の七瀬時雄と同期入省組2人目の次官。駐伊大使
- 太田芳枝 - 労働省婦人局長・初代女性局長、石川県副知事など

#### 農林水産省
- 水川潔（1915年） - 日本穀物検定協会理事長
- 湯河元威（1915年） - 農商次官、東京都次長、2代目農林中央金庫理事長
- 石井英之助（1917年） - 食糧管理局長官、群馬県知事
- 白須敏朗（1969年） - 農林水産事務次官

#### 国土交通省
- 太田圓三 - 帝都復興院土木局長、逓信省鉄道作業局出身
- 金井清 - 帝都復興院総裁官房長官、鉄道省官僚。諏訪市長
- 朝倉希一 - 鉄道省工作局長。車輛工学の権威
- 細川泉一郎 - 鉄道省工作局長（主任技師としてD51設計）、国鉄工作局長（ビジネス特急こだま号完成）。日本車輌製造副社長
- 平山復二郎 - 鉄道省建設局長、満州電気化学理事長
- 浅村廉（1927年） - 住宅金融公庫総裁、道路公団副総裁、経企庁総合開発局長
- 篠原武司（1924年） - 鉄道技術研究所長、日本鉄道建設公団総裁 / 新幹線構想の発案者
- 井上孝（1935年） - 都市計画家、海軍技術士官・東京都建設局技師・首都圏整備委員会技官・建設省建設技官、横浜国大教授、東大名誉教授
- 丹羽晟 - 海上保安庁長官、国際観光振興会会長、運輸官僚
- 田村明 - 元横浜市企画調整局長、法大法学部名誉教授、運輸官僚
- 牧野徹（1953年） - 建設事務次官、小泉内閣総理補佐官、建設官僚
- 平田憲一郎（1969年） - 国土交通省鉄道局長、北総鉄道社長、京成電鉄副社長

#### 文部科学省
- 赤司鷹一郎（1892年） - 文部次官
- 関屋龍吉（1904年） - 文部省社会教育局長、国民精神文化研究所初代所長
- 河原春作（1908年） - 文部次官
- 天城勲（1933年） - 文部事務次官、朝鮮総督府出身
- 犬丸直 - 日本芸術院院長（1990-2004年）、東京国立近代美術館館長（1986-88年）、文化庁長官（1977-80年）
- 豊田武（1926年） - 文部省教科書局図書監修官（1945年 - ）。日本史学者（日本中世史専攻）、お茶の水・東北大・法大名誉教授
- 赤羽信久 - 新技術開発事業団理事長、科学技術庁科学審議官、科技庁原子力安全局長。通産省技官

#### 旧内務省
- 青山士 - 第5代目内務技監 / パナマ運河建設での唯一の邦人従事者
- 斎藤守圀 - 埼玉県・千葉県知事、内務官僚
- 元田敏夫 - 埼玉県・千葉県・香川県知事、内務官僚
- 香坂昌康 - 東京府・愛知県知事、内務官僚 錦城中学へ転校
- 野坂相如（1916年） - 新潟県副知事、内務技師 / 野坂昭如の父
- 桜井英記 - 内務技官 / 日本の都市計画コンサルタントの草分けの一人
- 有松昇 - 行政法学者、内務官僚
- 高橋敏雄 - 内務省大臣官房秘書課長兼内務大臣秘書官、群馬県知事（1945年4月 - ）、公職追放後鹿島建設常務（1946年 - 51年）
- 池田宏（中退） - 革新官僚、国策研究会。帝都復興院理事・社会局長、内務省社会局長官、東京市助役、京都府・神奈川県知事 / 静岡中学、一高、京大法卒
- 渡正監 - 上海共同租界警視総監、東京府経済部長、内務官僚

#### その他
- 森垣亀一郎 - 土木技術者、土木技師。大阪市、大蔵省、内務省、神戸市技師
- 関屋悌蔵（1914年） - 新京特別市副市長、満州国国務院厚生部次長、満鉄出身。
- 西村高兄（1918年） - 台湾総督府文教局長、台北州知事。拓務官僚、樺太庁出身
- 御子柴博見 - 東京都副知事、1964年東京五輪準備事務局長、首都高速道路公団副理事長。東京市役所出身
- 中島孝夫（1957年） - 会計検査院事務総長
- 田中努 - 経済企画事務次官、中央大総合政策学部教授
- 大平純彦（1972年） - 経企庁調査局内国調査一課課長補佐、静岡県立大経営情報学部准教授

#### 日本銀行
- 土方久徴 - 第12代日本銀行総裁
- 松本重雄（1926年） - 日銀理事、東銀協専務理事、副会長
- 井上四郎 - 日銀理事、アジア開発銀行2代目総裁 / 井上準之助の子
- 木村太郎（1949年四修） - 日銀監事 / 木村兵太郎の子
- 岩田一政 - 日銀副総裁（在任：2003年 - 2008年）、経企庁官僚、東大教授
- 吉国真一（1969年） - 国際決済銀行（BIS）アジア太平洋地域総代表、日銀出身 / 吉國二郎の子

### 経済
- 石坂泰三（1911年） - 第一生命第3代社長、東芝社長、アラビア石油2代目社長、経団連第2代会長
- 矢野一郎（1916年） - 第一生命総帥・第4代社長、NHK経営委員会委員長 / 創業者矢野恒太の子
- 牧山公郎（1930年） - 第一生命第8代社長
- 植村甲午郎 - 内閣企画院次長、日本航空社長、ニッポン放送社長、日赤副社長、経団連第3代会長
- 山地進（1944年） - 日本航空会長･社長（御巣鷹山事故後に就任）。運輸省鉄道監督局長、総理府総務副長官・初代総務事務次官（旧総務庁）
- 普勝清治 - 全日本空輸会長・社長
- 水野惣平 - アラビア石油会長 / 山下太郎の実子
- 瀬木博政 - 博報堂名誉会長、日仏銀行・NYシティバンク出身
- 梁瀬長太郎 - ヤナセ自動車創業者
- 長岡正男（1916年） - 日本光学工業（ニコン）6代目社長 / 下段光学者の項目参照
- 鈴木松雄（1921年四修） - 昭和電線電纜会長 / 鈴木竹雄の兄
- 鈴木義雄（1927年） - 日揮会長。通産省重工業局長 / 鈴木竹雄の弟
- 長谷川周重（1925年四修） - 住友化学会長 / 住友の飛車角 長谷川と日向方齊との大商会頭争いが知られている。如蘭会長
- 豊田章一郎（1942年） - トヨタ自動車名誉会長、経団連第8代会長。
- 豊田達郎（1946年） - トヨタ自動車社長・副会長・相談役
- 齋藤裕（1938年） - 新日本製鐵会長、経団連副会長、如水会理事長
- 今井敬（1946年） - 新日本製鐵会長、経団連第9代会長。如蘭会長
- 三木利夫 - 新日本製鐵副社長、日鐵商事会長、日銀政策委員（在任 - 2002年）
- 松方正信 - 日野自動車会長 / 松方正義の孫
- 小枝至（1960年） - 日産自動車名誉会長・共同会長、ルノー取締役
- 石塚粂蔵（1903年） - 日本製鋼所社長
- 益田太郎冠者（1891年） - 台湾製糖役員、貴族院議員、劇作家 / 三井物産創始者益田孝の子
- 野口遵（放学） - 日窒コンツェルン創業者、旭化成・チッソ初代社長
- 石井五郎（1904年） - 阪神電気鉄道副社長
- 三宅重光（1928年四修） - JR東海会長、名商会頭、東海銀行頭取、日銀理事
- 棚橋泰 - JR貨物社長、日本鉄道建設公団総裁、運輸省官房長
- 畑良一（1922年） - 野崎産業会長
- 江尻宏一郎 - 三井物産会長･戦後6代目社長、巨人軍燦燦会会長
- 河西乾二 - 三井物産副社長、三井石油会長
- 若王子信行 - 三井物産マニラ支店長 / ゲリラに拉致されるも帰還す。城山三郎「男の生き方40選」
- 加藤泰彦（1964年） - 三井造船会長
- 出光昭介（1945年） - 出光興産名誉会長・5代目社長
- 出光裕治 - 出光興産相談役・6代目社長
- 嶋正彦 - コスモ石油会長、丸善石油社長、三和銀行専務
- 松井武 - 松井証券会長・社長
- 春藤和（1906年） - 三菱銀行常務 / 銀行創設期からの生え抜き。NO.2の常務も財閥解体にて辞職
- 中谷一雄（1916年） - 三菱銀行頭取
- 岩崎俊男 - 三菱銀行虎ノ門支店長、ベンチャーキャピタルの各社取締役 / 三菱グループ岩崎家一族
- 濱口雄彦（1914年） - 初代東京銀行頭取（1946 - 54年）、三和信託銀行設立時専務、国際電信電話社長・会長（1962年 - ）、全銀協会長、日銀出身 / 濱口雄幸の子息
- 酒井杏之助（1911年） - 第一銀行頭取、全銀協会長
- 勝田龍夫（1930年） - 旧日本債券信用銀行会長 / 勝田主計の子
- 吉村成一（1922年） - 横浜銀行頭取、大蔵省出身
- 八城政基 - 新生銀行社長
- 鏡味徳房 - 東日本銀行頭取、第二地方銀行協会会長、大蔵省関税局長
- 寺本清 - 福岡銀行会長・頭取、福岡商工会議所会頭。日銀考査局長
- 後藤達太（1941年四修） - 九州商工会議所連合会会長、西日本銀行会長・頭取。大蔵省銀行局長
- 堀寛 - 北海道銀行会長。大蔵省官房審議官
- 藤原和人 - 十八銀行頭取。国土事務次官、農林漁業金融公庫副総裁、大蔵官僚
- 田中誠二 - 長野銀行頭取、税務大学校長、大蔵官僚
- 土屋陽三郎（1932年） - 三洋証券創業者・初代社長
- 安部川澄夫 - 大和銀行会長、新関西国際空港会長
- 北山禎介 - 三井住友フィナンシャルグループ社長、三井住友銀行会長
- 田中啓二郎 - 旧ニコス生命会長、大蔵省官房審議官
- 河野文彦 - 三菱重工業会長・社長、経団連副会長 / 九七式司偵
- 飯田庸太郎（1937年） - 三菱重工業会長・社長、経団連副会長
- 鈴木正雄（1932年） - 三菱自動車販売（現 三菱自工）社長、三菱重工副社長 / 鈴木竹雄の弟
- 大宮英明（1965年） - 三菱重工業会長・社長
- 各務鎌吉（1884年） - 日本郵船会長、東京海上火災会長、三菱信託初代会長（社長）、貴族院議員
- 宮岡公夫（1940年） - 日本郵船会長・社長
- 河村健太郎（1952年） - 日本郵船社長（1995年 - 1999年、任期中に逝去）
- 草刈隆郎 - 日本郵船会長･社長、経団連副会長
- 千頭暎臣（1919年） - 三菱信託銀行会長・第6代社長
- 林宏（1950年） - 三菱信託銀行会長・第11代社長
- 中野豊士 - 三菱信託銀行会長・第12代社長
- 河手捨二（1895年） - 三菱鉱業社長
- 木場貞寿（1923年） - 三菱事務機械社長、東京国際貿易センター社長、三菱商事専務
- 石原邦夫 - 東京海上日動火災社長、ミレアホールディングス社長、NHK経営委員会委員長
- 小島順彦 - 三菱商事15代目社長。如蘭会会長
- 服部玄三（1905年） - 服部時計店会長、二代目社主・初代社長
- 槇田久生（1927年） - NKK 旧日本鋼管会長・8代目社長
- 天羽浩平 - サン・マイクロシステムズ日本法人社長・米法人副社長、東芝常務 / 国産コンピューター開発先駆けの一人
- 大内淳義 - NEC日本電気会長
- 吉村寿雄（1924年） - 富士ゼロックス会長・社長
- 正田敏一郎（正田文右衛門6代目 1909年） - 正田醤油社長
- 森永太平（1918年） - 森永製菓会長・第三代社長
- 稲生平八（1923年） - 森永乳業・森永製菓会長・社長
- 佐藤尚忠 - 明治ホールディングス会長（2012 - ）、明治製菓社長
- 蓑田勝亮（1943年四年修） - 日本水産会長・社長
- 小西新右衛門（利右衛門・12考 業精、1893年） - 小西酒造第12代目。
- 池永次郎 - ニチロ社長
- 中島董一郎（1902年） - キユーピー創業者、水産講習所卒
- 藤井総四郎（1934年） - 不二家相談役・社長
- 渡辺文蔵（1925年四修） - 味の素6代目社長
- 土屋計左右（1906年） - 第一ホテル創業者、神宮外苑東京ボウリングセンター（現 吉祥寺第一ホテル内）社長 / 大蔵官僚の金子隆三ら兄や弟ら、下記土屋計雄ら二子らも一中卒。
- 土屋計雄（1939年） - 第一ホテル会長・社長、日銀出身、藍綬褒章
- 佐藤晃一 - ホテルオークラ会長・社長、日銀出身
- 渥美健夫（1937年） - 鹿島名誉会長、元商工官僚
- 宮本洋一（1966年） - 清水建設社長
- 杉本甫（1928年四年修） - 市川毛織顧問、勧銀出身
- 指田禎一 - 日清紡会長・社長
- 大澤孝（1928年） - 鐘淵化学（現カネカ）社長・会長。
- 高橋達直 - ライオン社長・会長。通産省中小企業庁長官
- 坂野常和 - 日本化薬会長・社長、大蔵省証券局長 / 坂野常善の子
- 竹見淳一（1937年） - 日本ガイシ会長・社長、NHK経営委員会委員長
- 二宮善基（1922年四修） - 東洋曹達社長、経済同友会代表幹事
- 津上賢治 - 福岡空港ビルディング社長、九州産業大学理事長
- 垂井一郎（1941年） - セコム社長、日銀出身。東北大法文卒
- 堂山昌司 - NBCユニバーサル・エンターテイメントジャパンCEO兼社長、MTVジャパンCEO。
- 深瀬弘恭 - インターネットイニシアティブ創業者・初代社長。

### 法曹

#### 裁判官
- 正田満三郎（1925年） - 東京地裁判事、刑法学者
- 池田耕平（1965年） - 東京高裁部総括判事、佐賀家裁所長、東京地裁判事
- 森脇勝 - 東京高裁判事
- 朝岡智幸 - 大阪高裁部総括判事
- 龍岡資晃 - 福岡高裁長官、広島高裁長官
- 寺田逸郎 - 最高裁判所長官
- 草野豹一郎 - 大審院判事。弁護士、中大法学部教授 / 共謀共同正犯など
- 長島毅 - 大審院院長、司法次官
- 三宅正太郎 - 大審院判事、司法次官。初代中央労働委員会会長 / 治安維持法策定者
- 栗山茂 - 最高裁判所判事（外務省条約局長枠） / 福井中学を経て入学
- 山田作之助（1913年） - 最高裁判事、神戸弁護士会会長 / 東大ポポロ事件など
- 関根小郷（1923年） - 最高裁判事、最高裁事務総長、大阪高裁長官、満州国最高法院審判官、満州国総務庁法制処（局）長 / 津地鎮祭訴訟判決など
- 濱田邦夫（1955年） - 最高裁判事（弁護士枠）、森・濱田松本法律事務所弁護士
- 福田博 - 最高裁判事（外務省条約局長枠）、外務省外務審議官（政務担当）

#### 弁護士
- 打田峻一 - 弁護士。私法学・契約法、専大名誉教授
- 鈴木喜久子- 弁護士、元衆議院議員 / 29歳で中央大へ、主婦の傍ら45歳で司法試験合格
- 鈴木五十三 - 弁護士、ニューヨーク州弁護士、元国際連合安全保障理事会補償委員会委員
- 永井哲男 - 弁護士、元衆議院議員
- 塩谷安男 - 弁護士、洗足学園大副学長、元検事
- 永盛敦郎 - 弁護士、法律扶助協会事務局長専務理事、法テラス東京代表
- 岩出誠 - 弁護士
- 小野傑（1972年） - 弁護士、西村あさひ法律事務所パートナー、東京大学大学院法学政治学研究科特任教授
- 田中早苗（1981年） - 弁護士、コメンテーター

#### 検察官
- 中野並助（1902年） - 検事総長
- 柳川真文（1920年） - 法務府法務総裁官房長（次官級）、大阪高検検事長
- 渡辺要（1921年） - 静岡・浦和・前橋・大津各地検検事正 / 東京高検ではチャタレー事件控訴審検事、浦和地検検事正では狭山事件
- 塩野宜慶（1933年） - 最高裁判所判事（検察官枠）、法務事務次官 / 藍野季彦の子息
- 筧栄一（1945年） - 検事総長
- 宮崎礼壹（1964年） - 内閣法制局長官、東京地検検事

### 会計士、税理士等
- 伊香賀正彦（1974年） - トーマツコンサルティングホールディングス社長(2003-)
- 神津信一（1968年） - KMG税理士法人代表社員、日本税理士会連合会会長

### 学者

#### 人文科学

##### 文学・言語学
- 市河三喜 - 英語学者、文化功労者
- 中島文雄 - 英語教育学者、東大名誉教授
- 上田萬年 - 国語学者、言語学者、國學院学長
- 有坂秀世 - 言語学者
- 小牧健夫 - 独文学者
- 東条操 - 国語学者。広島高等師範学校・学習院教授
- 佐藤正彰（1923年） - 仏文学、明大教授
- 氷上英廣 - 独文学者、翻訳家
- 篠沢秀夫（1953年） - 仏文学者、学習院大名誉教授 / タレント教授の走り
- 柴田元幸（1973年） - 米文学者、東大文学部教授
- 辰野隆 - 仏文学者、東大日本人初代仏文科教授、中大文学部仏文科教授、文化功労者
- 竹内好 - 中国文学者 / 進歩的文化人の代表格
- 鈴木虎雄 - 中国文学、漢詩、京都帝大教授、文化勲章
- 辻直四郎 - インド古代文学、東洋文庫理事長、文化功労者
- 築島裕 - 国文学者、中大文学部教授
- 鈴木重生 - 仏文学、中大法学部教授
- 三根谷徹 - 言語学者、東大名誉教授
- 渡邊守章 - フランス文学者、東大名誉教授
- 山口明穂 - 国文学者、東大名誉教授
- 海老根宏 - 英文学者、東大名誉教授
- 幣原道太郎 - 日本文学、独協大名誉教授 / 幣原喜重郎の長男
- 安藤元雄 - 比較詩、明大政経学部教授
- 渡辺義愛（1945年） - 仏文学者、上智大教授
- 吉田城 - 仏文学者、京大教授
- 小栗孝則 - 独文学者
- 三角洋一 - 日本文学、東大教養学部教授
- 久保田淳 - 日本文学、東大名誉教授、文化勲章
- 臼田甚五郎 - 国文学者、國學院大名誉教授、日比谷高講師
- 長尾高明 - 国語教育学者・近世文学研究学者 宇都宮大名誉教授、文教大教授
- 松尾聰 - 国文学者、古典文学
- 小林好日 - 国文学者、東北帝大教授
- 柴生田稔 - 国文学者、明大名誉教授
- 福田秀一 - 国文学者、国文学研究資料館名誉教授
- 藤井省三 - 中国文学、東大人文社会研教授
- 岩淵達治 - 独文学、学習院大名誉教授
- 塩川徹也 - フランス文学者、東大人文社会研究科教授
- 新島淳良 - 中国文学者、早大教授
- 星野恒彦 - 英文学者、早大法学部教授・名誉教授
- 越智治雄（1947年） - 日本近代文学、東大教養学部教授
- 石井晴一 - フランス文学、青山学院大名誉教授
- 佐藤東洋麿（1957年） - フランス文学、横浜国大名誉教授、帝京平成大教授
- 田中於菟弥（1921年） - インド文学
- 玉村竹二（1929年） - 五山文学
- 前田護郎（1932年） - 言語学
- 沢村寅二郎 - 英文学者、東京帝大助教授、旧制東京高教授
- 小林善彦 - 仏文学者、東大名誉教授

##### 歴史学・考古学
- 池内宏（1898年） - 歴史学者、東洋史学者
- 中村栄孝 - 歴史学者、名大名誉教授、恩賜賞 (日本学士院)（「日鮮関係史の研究」）
- 藤木邦彦 - 日本古代史、一高・東大教授
- 樺山紘一 - 東大教養学部西洋史教授、学士会理事長
- 亀井高孝 - 歴史学者
- 明石紀雄（1958年） - 歴史学者、アメリカ史、筑波大名誉教授
- 河野元昭 - 美術史学、東大文学部教授
- 安田元久 - 歴史学者、学習院大学長
- 遅塚忠躬 - 西洋史学者、お茶の水女子大名誉教授、元東大教授
- 吉田伸之 - 国史、東大文学部教授
- 土田直鎮 - 歴史学者、元国立歴史民俗博物館館長
- 宮地正人 - 歴史学者、国立歴史民俗博物館長(2001~)
- 田中英道（1960年） - 美術史家。「ユダヤ人埴輪説」、新しい歴史教科書をつくる会（つくる会）会長

##### 哲学・倫理学・宗教学・芸術学
- 倉橋惣三 - 児童心理学者、東京女高師教授
- 鈴木三郎 - 実存哲学、中大文学部教授、横浜市大名誉教授 / ヤスパース研究で著名
- 筧泰彦 - 日本思想史、学習院大名誉教授
- 所雄章 - 西洋哲学者、中大文学部教授
- 松浪信三郎 - 実存哲学、早大一文名誉教授
- 内田樹（中退） - 哲学者・評論家、神戸女学院大名誉教授
- 藤本能道（1936年） - 東京芸大学長 / ※下段の「美術」の項目参照
- 辻惟雄 - 多摩美大学長、東大美術科教授、千葉市美術館長、朝日賞、文化功労者
- 増田正造 - 能学者
- 村上重良 - 宗教学者、慶應大講師
- 岩崎武雄 - 西洋哲学者
- 土田龍太郎 - インド哲学研究者、東大文学部教授
- 土田健次郎 - 儒教研究者、早大副総長・早大文学学術院長
- 酒井直樹 - 日本思想史、コーネル大教授
- 坂井秀寿 - 哲学、東大教養学部教授、第5回日本翻訳文化賞
- 浜井修 - 倫理学、東大文学部教授
- 土田英三郎（1971年） - 音楽学者、東京芸大音楽学部教授
- 水野敬三郎 - 美術学者、彫刻史、東京芸大名誉教授、新潟県立近代美術館長
- 東野芳明 - 美術学者、多摩美大名誉教授 / 芸術学科創設
- 阿部美哉 - 宗教学者、國學院大学長、愛知学院大教授
- 岩田靖夫 - 西洋哲学者、東北大名誉教授、文化功労者
- 宇都宮芳明 - 西洋哲学者、北大名誉教授
- 今道友信（1941年補習科修） - 美学者

##### その他の人文科学
- 木下一雄 - 東京学芸大学長、元大泉師範学校長
- 重松鷹泰 - 教育学、教育方法論、授業分析
- 足利惇氏（1919年） - インド学の大家、京大文学部長、東海大学長
- 何初彦（1929年） - マスコミ研究、東大新聞研所長、上智大教授
- 桂敬一 - マスコミ研究、東京情報大教授、東大新聞研教授 / 朝生パネリスト
- 洗建 - 宗教学者、駒大名誉教授。法鑑定人
- 石井清純（1977年） - 禅学、駒大学長、駒大仏教学部禅学科教授
- 村松正俊（1913年） - 文明批評家、翻訳家 / シュペングラー ｢西洋の没落」の翻訳
- 春日直樹 - 文化人類学、一橋大名誉教授

#### 社会科学

##### 法学・政治学
- 石井照久 - 商法、成蹊大学学長
- 筧克彦 - 法哲学、東大名誉教授、國學院大教授
- 岡松参太郎 - 京都帝大法科教授
- 鹿子木員信（1902年） - 法学者、九州帝大法文学部長
- 幾代通 - 民法、紫綬褒章
- 丸山眞男 - 政治学者 / 朝日賞、近代日本政治学の巨頭
- 来栖三郎 - 契約法、東大名誉教授
- 岡義武 - 政治学、東大名誉教授、文化勲章
- 鈴木竹雄 - 商法 / 味の素一族、文化勲章、商法の「鈴木説」で著名
- 石井良助 - 日本法制史、紫綬褒章、文化勲章
- 鴻常夫 - 商法、東大名誉教授 / 商法の「鴻説」
- 鈴木禄彌 - 民法、東海大教授、東北大名誉教授
- 野田良之 - 比較法文化、学習院大教授、東大名誉教授
- 芝原邦爾 - 刑法・経済刑法、学習院大教授、東大名誉教授 / 「芝原説」
- 野村豊弘 - 民事法、学習院大教授
- 高畠通敏 - 政治学、立大法学部長
- 高橋則夫 - 刑法、早大法学部教授
- 高窪利一 - 商法、中大法学部教授 / 商法の「高窪説」
- 高窪貞人 - 刑事法、青学大法学部長
- 木内宜彦（1961年） - 手形法・小切手法、中大法学部教授 / 商法、手形法・小切手法の「木内説」
- 吉田豊 - 民法、中大法学部教授 / 吉田久の弟子筋
- 根岸毅 - 政治学・国家論、慶大法学部教授
- 富田広士 - 国際政治学、慶大法学部教授 / 富田朝彦の子
- 松坂佐一 - 民法、名大第四代総長
- 兼子一 - 民事訴訟法 / 通説「兼子説」
- 竹下守夫 - 民事法学、駿河台大学学長、一橋大名誉教授
- 小早川光郎 - 行政法、東大法学部教授
- 石黒一憲 - 国際私法、東大法学部教授
- 奥脇直也 - 国際法、東大大学院公共政策学連携研究部教授
- 船山泰範 - 刑法、日大名誉教授
- 綿貫譲治 - 政治社会学、上智大教授
- 平野健一郎（1956年） - 国際関係論、早大政経学部教授、東大教養学部教授
- 立山良司 - 国際関係論、防衛大学校教授、中東調査会研究主幹
- 功刀達朗（1952年） - 国際政治学、ICU教授、元ジュネーヴ代表部公使
- 田中善一郎 - 政治学、東工大教授
- 町田實秀 - 西洋法制史、一橋大名誉教授
- 平井一雄 - 民法、獨協大学名誉教授
- 福田平 - 刑法、一橋大名誉教授 / 「福田説」
- 高橋進 - 政治学者、東大法学部教授
- 河上倫逸 - 法哲学、京大法学部教授
- 吉川経夫 - 刑法、法政大名誉教授 / 京都一中に転校
- 大野泉 - 国際関係論、政策研究大学院大学教授、元国際協力機構 緒方貞子平和開発研究所長

##### 経済学・財政学・統計学
- 宇沢弘文 - 経済学者、文化勲章、日本学士院会員 / ノーベル賞候補にのぼった
- 速水融 - 歴史人口学者・日本経済史、国際日本文化研・慶大経済学部各名誉教授、文化勲章、日本学士院会員
- 戸谷敏之 - 日英経済史、法大助教授 / 戦死
- 根岸隆 - 数理経済学・経済学史、東大名誉教授、文化勲章、日本学士院会員 / ノーベル賞候補にのぼった
- 隅谷三喜男 - 経済学者、東大経済学部長、東京女子大学長、日本学士院会員
- 水田洋 - 経済学者、社会思想史家、名大特別教授、日本学士院会員
- 野口悠紀雄 - 経済学者、一橋大名誉教授、早大教授、元大蔵官僚
- 矢内原勝（1944年） - 慶大経済学部教授、作新学院大学長 / 矢内原伊作と共に一中卒。矢内原忠雄の子息
- 黒川俊雄（1941年） - 労働経済学、慶大経済学部教授
- 吉野直行 - マクロ経済学、慶大経済学部名誉教授、アジア開発銀行研究所所長。
- 幸田成友（中退） - 経済史家、東商大教授 / 幸田露伴の弟、共立学校へ転校
- 井浦仙太郎 - 金融論、一橋大名誉教授、東商大教授
- 杉本栄一 - 計量経済学、東商大教授
- 江沢譲爾 - 経済学者、専修大・神奈川大・東商大予科教授
- 山中篤太郎（1919年） - 経済社会政策、一橋大学長
- 上田辰之助（1910年） - ギリシャ・ローマ経済思想史、一橋大教授、日本学士院会員
- 伊藤誠 - 経済学者、國學院大教授、東大名誉教授、日本学士院会員
- 福岡克也（1950年） - エコロジー経済学、立正大経済学部長
- 福地崇生 - 経済学者、京大名誉教授、筑波大名誉教授
- 石井寛治 - 経済学者、日本経済史、東大名誉教授
- 吉川元忠 - 経済学者、元神奈川大・聖学院大教授 / 「マネー敗戦」
- 中兼和津次 - 経済史、一橋大経済学部教授
- 森純一 - 開発経済学、京大名誉教授
- 山澤逸平 - 経済学者、一橋大名誉教授
- 松崎蔵之助 - 経済学者、東京帝大法科教授兼東京高商校長（明治35~40）、帝大経済学部教授（大正8）
- 花輪俊哉 - 経済学者、一橋大名誉教授、中大商学部教授
- 渡辺孝 - 経済学者、元文教大学学園理事長

##### 経営学・商学
- 竹中龍雄 - 経営学、神戸大学名誉教授
- 平野雅章 - 経営戦略、早大ビジネススクール教授
- 鳥羽欽一郎 - 経営学、早大商学部名誉教授、新潟経営大学長
- 松下光司（1990年） - 経営学者、中央大ビジネススクール教授

##### 社会学・教育学・心理学
- 肥田野直（1938年） - 教育心理学
- 東洋 - 教育学、白百合女子大教授、東大名誉教授 / 東龍太郎の甥
- 山住正己（1949年） - 教育学、都立大総長
- 大陽寺順一（1942年） - 社会政策、一橋大名誉教授
- 中野収 - 社会学者、法大名誉教授
- 池田央 - 心理学者、立大教授
- 小倉充夫 - 社会学者、国際社会学、津田塾大教授
- 兼子宙 - 心理学者、早大教授 / 兼子一の弟
- 高岡英夫 - 運動科学者

##### その他の社会科学
- 小田村寅二郎（1931年） - 国民文化研究会理事長、亜大教授

#### 自然科学

##### 数学
- 中村幸四郎 - 数学史家、大阪大学名誉教授、関西学院大学名誉教授、兵庫医科大学名誉教授
- 竹内端三 - 数学者、東京帝大教授
- 伊原康隆 - 数学者、東大名誉教授、京大名誉教授、中大教授
- 松坂和夫 - 数学者、一橋大名誉教授、東洋英和女学院大名誉教授
- 井上淳 - 数学者、東工大教授
- 寺阪英孝 - 数学者、阪大名誉教授
- 雨宮綾夫（1925年） - 数学者、応用数学

##### 物理学
- 谷一郎 - 物理学者、東大名誉教授
- 橋口隆吉（1932年） - 金属物理学の大家、東大名誉教授
- 小幡重一 - 音響理学者
- 原島鮮 - 力学、東工大名誉教授
- 山内恭彦（1920年） - 理論物理学者、東大名誉教授
- 和達三樹 - 物理学者、東大名誉教授、東京理科大教授
- 田中豊一 - 物理学者、マサチューセッツ工科大学教授（37歳にて）、仁科記念賞
- 岩堀長慶 - 物理学者、東大名誉教授、上智大教授
- 玉木英彦（1927年） - 化学者、田中千代学園短大教授、東大名誉教授、理研仁科研究室員（広島原爆調査団一員）
- 鈴木洋（1943年） - 原子物理、上智大名誉教授
- 木名瀬亘（1944年） - 物理学、早大名誉教授
- 石渡信一（1964年） - 物理学、早大理工学部教授
- 森永晴彦 - 物理学者、東大教授、ミュンヘン工科大学教授、仁科記念賞
- 藤岡由夫（1919年） - 分光学、埼玉大、山梨大学長、原子力委員会委員長
- 小泉英明 - 物理学者、脳科学者。分析科学、脳科学、環境科学専攻。日立製作所役員待遇フェロー、東大先端科学研客員教授
- 長岡正男（1916年） - レンズ光学

##### 天文学
- 小平桂一（1955年） - 天文学者、元国立天文台台長

##### 地球惑星科学
- 山崎直方（1886年） - 地理学 / 日本近代地理学の父
- 岡田武松（1892年） - 気象学、文化勲章
- 中村新太郎（1900年） - 地質学、京都大学名誉教授
- 坪井誠太郎（1911年） - 地質学、東京大学理学部教授、国立科学博物館長、文化功労者
- 保柳睦美（1923年） - 地理学、京城帝大助教授、防衛大・都立大・立大教授
- 力武常次（1938年） - 地球物理学、東大名誉教授、日大文理学部教授
- 宇佐美龍夫（1942年） - 地震学、東大名誉教授
- 濱田隆士（1951年） - 古生物学、東大教養学部教授、放送大教授
- 中村一明（1951年） - 火山学、東大地震研教授
- 島崎英彦（1958年） - 地質学、東大理学部教授
- 米倉伸之（1958年） - 地理学、東大理学部教授
- 木村龍治（1960年） - 気象科学、東大名誉教授
- 兼岡一郎（1961年） - 地球化学、東大地震研教授
- 田賀井篤平（1962年） - 鉱物学、東大総合研究博物館教授
- 深尾良夫（1962年） - 地球物理学、東大地震研教授、日本学士院会員
- 松久幸敬（1962年） - 地球化学、地質調査所
- 島崎邦彦（1964年） - 地震学、東大地震研教授、原子力規制委員会委員長代理

##### 生物学
- 武田久吉 - 植物学者、登山家 / アーネスト・サトウの息子
- 利根川進（1958年） - 生物学者、ノーベル生理学・医学賞受賞、文化勲章
- 松村外志張（1958年） - 生化学、細胞生物学、日本組織培養学会名誉会員
- 安田篤 - 菌類学者
- 山田幸男 - 藻類学者
- 三宅恒方（1898年） - 昆虫学者、東大名誉教授
- 内田清之助 - 鳥類学者、岩手大教授 / 内田勇三郎の兄
- 大森正之 - 生物学者、東大海洋気象部門教授
- 佐倉統（1979年） - 進化生物学者、東大教授

##### 化学
- 水島三一郎 - 化学者、文化勲章 / 日清製粉・正田貞一郎の婿。ノーベル賞候補にのぼった
- 幸田清一郎 - 化学者、反応化学、東大教授
- 田隅三生 - 化学者、東大名誉教授
- 武藤義一 - 分析化学、東大生産技研所長、東大名誉教授、埼玉工業大学学長
- 井口洋夫（1943修） - 化学者、NASDA長、岡崎国立共同研究機構長、学士会理事長、文化勲章
- 玉虫文一（1916年） - コロイド化学

##### 科学史・科学哲学
- 村上陽一郎 - 科学哲学、ICU教授
- 大森荘蔵 - 科学哲学、放送大副学長
- 松永俊男 - 科学史家、科学哲学
- 高橋雄造（1961年） - 科学技術史、中央大、東京農工大教授

##### 工学
- 平賀譲 - 日本海軍技術中将、東京帝大総長 / 戦艦長門・戦艦大和建造に携わる
- 天沼俊一（1893年） - 建築史家、京都帝大教授 / 現在の大阪城天守閣意匠を担当
- 福地信世 - 地質工学者、舞踊家 / 父は福地桜痴
- 吉川弘之 - 東大工学部教授、元東大総長、皇室典範に関する有識者会議座長
- 岩元禄 - 建築家、建築学者、東京帝大助教授
- 森村英典 - 情報科学、東京工大名誉教授、日本オペレーションズ・リサーチ学会会長
- 山縣昌夫 - 造船工学、文化勲章
- 渋沢元治 - 電気工学、名大初代総長 / 電気界の渋沢賞、文化功労者
- 内田俊一 - 化学工学、東京工業大学長、文化功労者
- 亀山直人 - 応用化学、東大理工研所長、日本学術会議長、文化功労者
- 嵯峨根遼吉 - 原子力工学、原研、日本原子力発電副社長、東大理博 / 長岡半太郎子息
- 佐藤滋 - 建築、早大理工学部教授
- 深尾精一（1967年） - 建築、首都大東京名誉教授
- 内野研二 - 工学者、ペンシルベニア州立大学電気工教授、アメリカ合衆国海軍省科学技術本部アジア事務所副所長、国際アクチュエータ研究センター所長、上智大教授、東工大工博
- 穂坂衛（1938年） - 東大名誉教授、東京電機大教授、情報処理学会長
- 田辺徹 - 航空工学、東大工学部教授
- 青木成文（1940年） - 原子炉熱工学、東工大名誉教授、原子力委員会委員
- 粟屋潔（1927年） - 音響工学、東工大名誉教授、9代目日本音響学会会長
- 辻井重男 - 電子工学、東工大名誉教授
- 中村良夫 - 社会工学、東工大名誉教授
- 広瀬茂男 - ロボット工学、東工大教授
- 松尾弘毅（1957年） - 航空宇宙工学、宇宙航空研究開発機構名誉教授、文科省宇宙開発委員会委員長
- 五代富文 - 宇宙工学者。日本航空宇宙学会会長、日本ロケット協会会長、国際宇宙航行連盟（IAF）会長、アメリカ航空宇宙学会（AIAA）理事
- 千住鎮雄（1941年） - 工学者、杏林大、国際大教授 / 芸術の千住一族
- 大島まり（1980年） - バイオ・マイクロ流体工学、東大生産技術研究所・東大院情報学環教授、第95期日本機械学会会長
- 抜山平一（1907年） - 電気工学（電磁気学、音響学、超音波工学）、東北大学名誉教授 / 電磁気学における電力流であるポインティングベクトルに類似する概念として抜山ベクトルを提唱。東海大創立者松前重義の師。

##### 農学・畜産学・林学・水産学・獣医学
- 佐藤昌 - 緑地行政・造園学、東京農大教授、日本公園緑地協会会長
- 高橋迪雄（1958年） - 獣医生理学者、東大農学部教授
- 唐木英明 - 獣医学、東大名誉教授、食品安全委員会委員
- 小熊捍（1903年） - 染色体研究、昆虫研究、北大教授、国立遺伝学研究所長
- 後藤格次（1906年） - 農芸化学者、学士院恩賜賞（昭和24年）
- 野口弥吉（1917年） - 栽培育種学 / 第8回毎日出版文化賞『農業図説大系』
- 西澤直子（1964年） - 農芸化学者、東大名誉教授、石川県立大学長

##### 医学
- 長谷部言人（1899年） - 医博、形質人類学者・解剖学者、東北帝大医科教授
- 田村春吉（1902年） - 医博、名古屋医大学長、名大第二代総長
- 市川厚一（1906年） - 医博、北海道帝大教授 / 山極勝三郎と人工癌発生に成功も「幻のノーベル賞」
- 井村恒郎[2]（1923年四修）- 医博、精神医学者、日本大学名誉教授
- 金澤一郎 - 医博、神経内科医、東大名誉教授、国立精神・神経センター総長、皇室医務主管、学術会議会長
- 山村道雄 - 医博、東北大教授、岐阜精神病院院長
- 幕内雅敏（1965年） - 医博、日赤病院院長、東大医学部教授
- 幕内博康（1963年） - 医博、東海大病院長、東海大消化器外科学主任教授
- 若月俊一 - 医博、佐久総合病院院長 / マグサイサイ賞
- 桐谷滋（1958年） - 医博、音声言語医学、東大名誉教授
- 内沼幸雄（1953年） - 医博、神経内科、帝京大名誉教授、群馬病院名誉院長、関東逓信病院精神科副部長
- 中村佳代子（1968年） - 理博、放射線医学者、慶大講師、原子力規制委員会委員
- 眞崎知生（1954年） - 医博、薬理学、筑波大名誉教授、京大名誉教授、文化功労者
- 佐々木康人（1956年） - 医博、放射線科医

##### 歯学・薬学・細菌学・保健学・栄養学
- 佐藤運雄 - 日大名誉会頭・理事長・学長・歯科長。日本歯科医師会会長
- 吉川春寿 - 栄養学・生化学者、東大医学部長（1965年 - 1967年）、女子栄養大副学長
- 江橋節郎 - 薬理学、朝日賞、文化勲章
- 朝比奈泰彦 - 薬化学・植物化学、文化勲章 / ノーベル化学賞候補にのぼった
- 佐倉朔 - 形質人類学者

##### その他の自然科学
- 堀内寿郎 - 物理化学者、北大学長
- 石河利寛 - 運動心理学、スポーツ医学
- 南雲道夫（1913年四修） - 微分方程式論、阪大、上智大教授
- 横山正（1958年） - 図学、建築学、東大教養学部教授、情報科学芸術大学院大学長
- 永嶺謙忠 - 東大理学部教授、東大高エネルギー加速器研究機構物質構造科学研教授
- 武者利光 - 理学・数学、東工大名誉教授、株式会社脳機能研究所社長
- 今野浩 - 応用物理学、数理計画法・金融工学、東工大教授
- 平山毅 - 情報アーキテクチャ、システムエンジニア

### 教育
- 狩野亨吉（1882年） - 思想家・教育者。旧制一高校長、京都帝大文科（文学部）初代学長
- 沢柳政太郎（1882年） - 旧制一高・二高校長、東北帝大初代総長、京都帝大総長、成城学園創立者、大正大初代学長、文部次官
- 中川小十郎 - 京都法政学校（現・立命大）創立者、台湾銀行頭取、文部官僚
- 鈴木米次郎 - 東洋音楽学校（現・東京音大）創立者、音楽家
- 長沢市蔵 - 歴史学者・歴史科教師、一高教授、衆議院議員、新潟中学・第一鹿児島中学校長
- 志田鉀太郎（1884年） - 明大総長
- 松浦寅三郎（1888年） - 皇太子傅育官長、第二代女子学習院院長、五高校長
- 石倉小三郎（1898年） - 旧制大阪高校・旧制高知高校校長、府立一中講師
- 加藤完治（1901年） - 農本主義者、教育者。満蒙開拓移民を進め日本国民高等学校長。内務省出身
- 秋山四麿（1903年） - 日本体育専門学校長、府立三中校長
- 遠山啓（1927年） - 数学者、主に数学教育、東工大教授
- 井汲卓一（1917年） - 東京経済大学長、理事
- 菱刈隆永（1940年） - 都立八王子東高校2代目校長、国立歴史民俗博物館普及部長
- 宮地裕（1941年） - 帝塚山学院院長、国語学者
- 小海永二 - 公立学校教員・横浜国大名誉教授、翻訳者・詩人
- 湊吉正（1950年） - 桜花学園大学長
- 渡辺久藤 - 千葉工大学長
- 沢村良二 - 日本学校薬剤師会第6代会長、日大副総長、薬学者

### 文芸
- 幸田露伴（中退） - 小説家、文化勲章 / 家計逼迫にて中退し東京英学校へ
- 尾崎紅葉（中退） - 小説家
- 夏目漱石（中退） - 小説家、英文学者 / 一中を中退し二松学舎へ
- 山田美妙（1884年） - 小説家、国文学者
- 川上眉山（1885年） - 小説家
- 横山白虹 - 詩人、医者
- 斎藤緑雨 - 作家、評論家
- 岡本綺堂（1889年） - 小説家、劇作家
- 武島羽衣（1890年） - 歌人
- 蒲原有明（1892年） - 詩人
- 岡鬼太郎 - 小説家、劇評家、劇作家
- 大佛次郎 - 小説家、文化勲章
- 山本有三 - 小説家、文化勲章
- 小山内薫 - 劇作家、演出家。自由劇場、土方与志らと築地小劇場を設立。松竹蒲田撮影所撮影総監督。
- 谷崎潤一郎（1905年） - 小説家、文化勲章。ノーベル賞候補だったが直前に逝去。
- 吉井勇（中退） - 歌人 / 中退して日本中学へ
- 小林秀雄（1920年） - 文芸評論家、文化勲章
- 河上徹太郎 - 文芸評論家、文化功労者 / 神戸一中より編入
- 矢内原伊作 - 詩人、哲学者 / 矢内原勝と共に一中卒。矢内原忠雄の子
- 児島襄 - 作家、横綱審議委員会委員長
- 江藤淳 - 作家、評論家、芸術院賞 / 湘南中学より編入
- 佐藤誠三郎 - 政治学者、評論家、東大教授
- 南川潤（1931年） - 小説家
- 由良三郎（1939年四修） - 推理作家
- 塩野七生（1957年） - 作家、紫綬褒章
- 柏原兵三 - 芥川賞作家
- 庄司薫（1956年） - 芥川賞作家 / ピアノ中村紘子は妻
- 古井由吉（1956年） - 芥川賞作家 / 第1学年9月に獨協高校から転校
- 浅野晃 - 詩人、評論家
- 飯島正 - 詩人、映画評論家
- 池谷信三郎 - 作家、劇作家
- 塩田良平 - 随筆家、国文学者、近代文学研究家
- 大鹿卓 - 詩人、小説家 / 金子光晴の弟
- 大林清 - 作家、紫綬褒章、勲三等瑞宝章
- 加藤周一 - 評論家、医師
- 蔵原惟人 - プロレタリア文学評論家
- いいだもも - プロレタリア文学作家・評論家
- 菅原国隆 - 編集者
- 坂上弘 - 作家、慶應義塾大学出版会長
- 高見順 - 作家 / 高見恭子の父
- 武林無想庵 - 作家
- 土岐善麿 - 歌人、国文学者、紫綬褒章
- 富永太郎 - 詩人
- 秦豊吉（丸木砂土） - 随筆・好色文学研究・翻訳家。帝劇支配人、東京宝塚劇場社長、東宝副社長、後楽園スタヂアム（現 東京ドーム）会長
- 岩波雄二郎 - 岩波書店初代社長・会長、岩波書店二代目店主（岩波茂雄二男）
- 塙嘉彦 - 中央公論社「海」編集長
- 岡麓 - 歌人、書家
- 田岡典夫（中退） - 作家、直木賞受賞 / のち旧制早大学院へ
- 尾高修也（尾上潤一 1955年） - 作家、日大芸術学部文芸学科教授
- 北条誠（1935年） - 作家、劇作家
- 五島茂（1918年） - 歌人、経済学者。現代歌人協会初代理事長、ロバート・オーウェン協会名誉会長
- 崔南善（中退） - 詩人
- 尾上柴舟（尾上八郎） - 歌人、歌会始選者。女高師教授
- 金子薫園（中退） - 歌人
- 吉川半七（直七 1889年） - 合資会社吉川弘文館創業者 / 二代目吉川半七
- 野村無名庵（中退） - 落語評論家
- 黒田鵬心 - 美術評論家
- 内田誠（1912年） - 随筆家、歌人。明治製菓宣伝部所属
- 久保栄（1918年） - 劇作家、演出家、小説家、批評家
- 権田萬治 - ミステリ評論家、文芸評論家、専大文学部教授
- 安倍寧 - 音楽評論家
- 濱田滋郎（中退） - 音楽評論家 / 健康上の理由により中退。
- 杉山正樹 - 文芸評論家
- 五十嵐均 - 作家、実業家 / 夏樹静子の実兄
- 尾世川正明 (1969年)- 詩人、医師、画家
- 春名徹（1954年） - 翻訳家、作家
- 山尾三省（1958年） - 詩人
- 石堂藍（1978年）- 書評家、文芸評論家
- 金澤一志（1978年） - 評論家、エッセイスト
- 栗原裕一郎（1981年入学・中退) - 文芸評論家
- 大口玲子（1988年） - 歌人
- 田中章義（1989年） - 歌人、詩人
- ナカムラクニオ（1990年） - ライター、アートディレクター

### ジャーナリズム
- 川本信正（1925年） - スポーツ評論家、日本陸連理事 / オリンピックの訳語「五輪」発案者、吉岡隆徳 「暁の超特急」名付け親。
- 川崎泰資 - NHK政治部記者、椙山女学園大学教授
- 岩井正 - NHKアナウンサー、元NHK放送総局アナウンス室長
- 石橋省三 - NHKアナウンサー
- 伴野文夫（1952年） - NHK解説委員
- 萩野弘巳（1952年） - NHK解説委員
- 松村準平（1952年） - 日本テレビ常務、福岡放送社長、熊本県民テレビ社長
- 柏倉康夫 - NHK解説委員キャスター、放送大学副学長
- 金野正人- NHKアナウンサー
- 田中健五（1945年） - 文藝春秋社社長、週刊文春編集長。名物編集長として知られている
- 嶌信彦（1961年） - コメンテーター、キャスター、毎日新聞記者、白鷗大教授
- 秀島一生（1964年） - 航空評論家。早大講師、拓大客員教授
- 宮田一雄（1968年） - 産経新聞特別記者兼論説委員
- 山田伸二（1968年） - NHK解説委員
- 坂信一郎 - フリーアナウンサー
- 杉山隆男（1971年） - ルポライター、ノンフィクション作家
- 安藤優子（1977年） - ニュースキャスター（フリー）
- 田畑光永 - TBS解説員、コメンテーター、神奈川大教授
- 山田祐嗣 - 共同テレビ取締役、元ニッポン放送・フジテレビアナウンサー
- 枇杷阪明 - 元ニッポン放送アナウンサー
- 大沢竜樹 - 元テレビ朝日アナウンサー
- 川戸惠子 - TBS解説委員、TBSアナウンサー
- 角谷暁子 - テレビ東京アナウンサー
- 松浦茂長 - フジテレビ元モスクワ支局長、レポーター
- 東郷茂彦 - 朝日新聞記者、ワシントンポスト記者、東郷茂徳の孫
- 奥田教久 - 科学ジャーナリスト、朝日新聞論説委員
- 大熊由紀子 - 朝日新聞論説委員 / 初の女性論説委員
- 斎藤精一郎（1958年） - コメンテーター、経済学者、立大教授
- 斎藤明 - 毎日新聞社長
- 佐倉潤吾 - 毎日新聞論説委員
- 野口義夫 - 西日本新聞社長・会長、テレビ西日本社長・会長
- 大島堅造 - 経済評論家。住友銀行専務
- 土屋清 - 経済評論家。元朝日新聞論説委員、元産経新聞専務 / アンポン出身の官庁エコノミスト
- 井田徹治 - 共同通信社論説委員、科学ジャーナリスト[要出典]

### 芸能
- 城戸四郎 - 映画プロデューサー。松竹社長、松竹蒲田撮影所・松竹大船撮影所所長
- 植村泰二（1914年） - 東宝映画（現 東宝）初代社長 / 植村甲午郎の弟
- 杉本良吉（吉田好正）- 演出家 / 女優岡田嘉子とのソ連への逃避行が知られている。のちスパイ容疑でソ連で銃殺刑。
- 千田是也 - 俳優、俳優座代表
- 徳川夢声 - 講談師、弁士、俳優 / 彼氏・恐妻家造語、東京タワー命名者
- 佐藤純弥 - 映画監督
- 中島貞夫 - 映画監督
- 山田康雄（1951年） - 俳優、声優、テレビ司会者
- 旗照夫 - 歌手、ジャズピアノ
- 檜よしえ - 女優、俳優座所属
- 三遊亭遊三 (3代目)（定時制中退） - 落語家
- 山本コウタロー（1967年） - 歌手、白鷗大教授
- 岡田裕介（岡田剛 1968年） - 俳優、東映社長 / 岡田茂の子
- 鈴木博文（1973年） - ミュージシャン / ムーンライダーズのベーシスト
- 深浦加奈子（1980年） - 女優
- 川口雅代（1978年） - シンガーソングライター、女優、声優、フリージャーナリスト・ディレクター
- 西原俊次（1979年） - ミュージシャン / オメガトライブのキーボード
- 山田一法 - ゲームミュージック作曲家 / 代表作、『ロックマンゼロ』『バイオハザード』など）
- 柳沢超（全日制→定時制。1985年） - 「忍者」リーダー
- 遠藤直人（定時制中退） - 「忍者」、都立青井高校からの転入
- 志賀泰伸（定時制中退） - 「忍者」、日本大学高校からの転入
- 込山順子（1985年） - 女優、アテレコ
- RIKACO（村上里佳子）（定時制中退） - 女優、タレント
- 岡田京子（定時制） - 女優
- 葉山レイコ（定時制中退） - 女優
- 六角慎司（1991年） - 俳優
- 橋本テツヤ（中退） - フリーアナウンサー、芸能プロ社長。法政二高へ
- 万田邦敏（1975年） - 映画監督
- 秋原正俊（1984年） - 映画監督
- 大森健次郎 - 映画監督
- 坂野義光 - 映画監督
- 松川八洲夫（松川八洲雄） - ドキュメンタリー映画監督
- 重宗務（重宗和伸） - 映画監督。重宗雄三の弟
- 清水俊二（1924年 四修） - 字幕翻訳家、映画評論家、翻訳家
- 岩崎昶（1921年 四修） - 映画評論家
- 神波史男（1952年） - 脚本家
- 伊庭孝（中退） - 俳優、演出家、音楽評論家。天王寺中学へ
- 野口大輔 - 俳優
- 吉田悟郎（2005年） - 俳優
- 守尾崇 - ミュージシャン
- 宮田茂樹（1968年） - 音楽プロデューサー
- 本木荘二郎（1932年） - 黒澤明作品の映画プロデューサー、映画監督
- 浜口哲夫 - プロデューサー、元フジテレビスポーツ局長
- 中山千彰（1980年） - 元ニッポン放送ディレクター、イーストテレビプロデューサー
- 水野有平（1982年） - CMプランナー、CM音楽ディレクター、実業家。グーグル執行役員、YouTube日本代表、PwCジャパン合同会社デジタル最高顧問

### 芸術
- 濱田庄司 - 陶芸家、第1回重要無形文化財保持者（人間国宝）、文化勲章
- 小山富士夫（小山富士雄） - 陶磁器の世界的権威
- 藤本能道 - 陶芸家、重要無形文化財保持者（人間国宝）、東京芸大学長（第5代）
- 横山大観（1885年） - 日本画家、文化勲章
- 川端龍子 - 日本画家 / 府立三中設立により三中に移籍
- 岩倉具方 - 洋画家、岩倉具視のひ孫
- 高野三三男 - 洋画家（エコール・ド・パリ）、陶芸家
- 刑部人（1924年） - 洋画家
- 岡田又三郎（1933年） - 洋画家、ル・サロン展金賞（1965年）
- 阿部金剛 - 洋画家
- 松田文雄 - 洋画家
- 楢原健三 - 洋画家
- 吉田謙吉 - 舞台美術家 / 3年時に家計逼迫により府立工芸へ転校
- 山口勝弘 - 造形作家、前衛芸術家、実験工房メンバー
- 東野光生（1965年） - 水墨画家、小説家
- 中西夏之 - 画家、前衛芸術家
- ペーター佐藤 - イラストレーター
- 下村純一（1971年） - 建築写真家、早大芸術学校空間映像科教授
- 滋賀重列（1884年） - 建築家、東京高等工業建築科長 / 建築にプライバシー空間導入
- 桜井小太郎（1886年） - 建築家 / 丸ノ内ビルヂング（丸ビル）など設計
- 中村伝治（1898年） - 建築家、横河工務所技師、建築学会副会長 / 三越本店など設計
- 前川國男（1922年） - 建築家
- 芦原義信 - 建築家、文化勲章
- 小坂秀雄（1930年） - 建築家
- 山口文象（1915年退学） - 建築家 / 入学翌日に退学
- 茶谷正洋（1952年） - 建築家、東工大名誉教授、法大教授
- 鬼頭梓 - 建築家
- 伊東豊雄（1960年） - 建築家、プリツカー賞
- 岸田省吾（1970年） - 建築家
- 近藤柏次郎 - ピアニスト / 旧制暁星中学4年時に府立一中に転校
- 細川碧 - 作曲家
- 三善清達（1944年） - 音楽評論家、東京音大名誉教授 / 弟に三善晃
- 菅野浩和（1941年） - 音楽評論家、作曲家
- 篠原眞 - 作曲家、日比谷高校歌作曲
- 安藤政輝 - 箏曲家、東京芸大講師

### 軍人・自衛官

#### 自衛隊
- 冨澤暉 - 陸上幕僚長

#### 陸軍
- 磯村年 - 陸軍大将 / 磯村尚徳元NHKアナは孫
- 石井常造 - 陸軍少将
- 木原清（1893年） - 陸軍中将
- 安満欽一 - 陸軍中将、初代陸軍航空本部長
- 山岡重厚 - 陸軍中将、陸軍省軍務局長、同整備局長
- 宇佐美興屋 - 陸軍中将、侍従武官長
- 渋谷伊之彦（1899年） - 陸軍中将
- 千田嘉平（1891年） - 陸軍中将、男爵、貴族院議員
- 千田貞季（1911年） - 陸軍中将 / 硫黄島の戦い参照
- 本城嘉守 - 陸軍少将、山口・徳山市長
- 高田豊樹 - 陸軍中将
- 松野亀雄（1893年） - 陸軍少将
- 田所浪吉（1894年） - 陸軍少将
- 三浦三郎 - 陸軍中将
- 田中信男 - 陸軍中将
- 笠原幸雄 - 陸軍中将
- 須藤栄之助 - 陸軍中将 / 本土決戦前夜の第一総軍参謀長、防衛総軍総参謀長
- 木下勇（1912年） - 陸軍中将
- 小藤恵 - 陸軍少将 / 二・二六事件時の歩一連隊長。一中同窓渋谷三郎（同事件時の歩三連隊長。のち満州国治安部次長）と共に予備役編入。
- 藤室良輔 - 陸軍中将、総力戦研究所主事兼陸軍技術本部第一部長
- 村田孝生（1911年） - 陸軍中将
- 酒井康 - 陸軍中将
- 長崎守一（1905年） - 陸軍少将
- 尾崎中和 - 陸軍中佐、飛行第25戦隊中隊長 / 遂川上空にて戦死、死後二階級特進で中佐、感状授与
- 阿南惟晟（1941年四修） - 陸軍少尉 / 阿南惟幾の次男、1943年（昭和18年）戦死

#### 海軍
- 加藤隆義 - 海軍大将
- 志摩清英 - 海軍中将
- 有馬寛 - 海軍中将
- 井上継松（1902年） - 海軍中将、海大校長
- 千田貞敏（1908年） - 海軍中将
- 町田進一郎 - 海軍少将
- 牟田口格郎（1912年） - 海軍少将
- 野元為輝（1913年） - 海軍少将
- 細谷資芳（1918年） - 海軍少将
- 多田武雄 - 海軍中将、海軍次官
- 小林謙五 - 海軍中将
- 三木森彦 - 海軍少将
- 桑原虎雄 - 海軍中将
- 松田竹太郎（1904年） - 海軍造機少将、東京府工業奨励館長
- 伊藤安吉（1890年） - 海軍造機少将、貴族院議員 / 広幡家
- 牧野茂 - 海軍造船大佐、呉工廠造船部員、東大講師、三菱重工顧問 / 戦艦大和設計に携わる
- 国府尽平 - 海軍中佐、医学博士
- 兼子正 - 海軍少佐、日華事変にて「空の英雄」、太平洋戦争にて真珠湾攻撃参戦 / 兄に兼子一ら
- 鈴木實 - 海軍中佐、第二〇二航空隊飛行隊長、戦後キングレコード常務取締役
- 黒井明 - 海軍少佐、殉職
- 笹井醇一（1936年） - 海軍少佐 / 「撃墜王」の一人、「ラバウルのリヒトホーフェン、ラバウルの貴公子」

### スポーツ
- 西竹一（1921年） - 男爵・陸軍大佐、戦前のロサンゼルスオリンピック馬術優勝 / 通称・バロン西
- 木下東作 - 医博、運動生理学者、スポーツ評論家 / 東大運動会設立者、人見絹枝育ての親
- 松濤明 - 登山家
- 大久保雅史（2000年、定時制） - プロボクサー・第38代東洋太平洋フライ級王者 / 郁文館高から転校
- 由谷敬吉（1934年補習科修了） - 東大野球部投手 / 鳥取一中時代に甲子園出場。
- 加賀山朝雄（1944年） - 東大外野手・4番、1949年シーズン春秋3ホームランの大型スラッガー。のち国鉄常務理事、学生野球協会副会長。加賀山之雄の甥
- 石丸重治 - 慶大法学部教授、学生野球協会副会長 / 西竹一と同期
- 郷隆 - 東大ボート部選手。第9回アムステルダム五輪ボート競技監督、第12回東京五輪組織委競技部長、体協専務、大日本体育会理事長（昭和17）
- 松沢一鶴（1918年） - 昭和7年ロス、11年ベルリン五輪水泳監督、元東京都教育委員長
- 沢田一郎（1912年） - 東大陸上部選手。陸上800m・走高跳元日本記録保持者。日本陸連評議員
- 後藤禎和（1986年） - 早大ラグビー部監督・選手。FWとして「都立高大コンビ」で大学選手権優勝。
- 井坂肇（2009年） - 東大投手。東大卒初の国内独立リーグ選手。

### その他諸分野
- 東郷慎十郎 - 篤志家 / 共立学校を経て入学
- 吉野雅邦（1966年） - 横国大中退、連合赤軍（あさま山荘事件にてリンチ事件に加わり無期懲役）
- 久邇邦久 - 大正当時、皇族・久邇宮邦久王として学習院から転校
- 原奎一郎（原貢）- 原敬の子息、著書に「ふだん着の原敬」
- 山本義正（1942年） - 山本五十六の長男、著書に「父・山本五十六」
- 大宅歩 - 大宅壮一の子息。遺文が映画化（1978年「残照」）。夭折
- 伊藤満洲雄 - 伊藤博文の孫
- 崔麟（中退） - 日本統治時代の朝鮮における天道教の幹部、朝鮮総督府機関紙『毎日新報』社長。

## 架空の人物
- 庄司薫の小説 『赤頭巾ちゃん気をつけて』などの主人公 「庄司薫君」は、日比谷高校の生徒である。
- 井上ひさしの小説 『青葉繁れる』に登場する「渡部俊介」は、日比谷高校から仙台一高への転校生である。
- よしながふみの漫画 『西洋骨董洋菓子店』に登場する「芥川忠宏」は、日比谷高校出身の警察キャリアである。